# ミロシュ・ニンコヴィッチ
ミロシュ・ニンコヴィッチ（セルビア語: Милош Нинковић, 英語: Miloš Ninković, 1984年12月25日 - ）は、ユーゴスラビア（現・セルビア）出身の元サッカー選手。現役時代のポジションはMF。

## 経歴

### クラブ
セルビアのFKチュカリチュキ・スタンコムのユースチームでキャリアをスタートさせた。2002年にトップチームに昇格し、2004年にFCディナモ・キーウへ移籍した。
2013年7月4日、レッドスター・ベオグラードに移籍した。
2015年7月16日、シドニーFCに移籍した。
2022年7月3日、ウェスタン・シドニー・ワンダラーズFCに移籍した。
2024年1月29日、シーズン終了後に現役を引退することを表明した。

### 代表
セルビア代表として、2009年に親善試合のスウェーデン戦で代表初キャップを記録。2010 FIFAワールドカップメンバーにも選出された。

## 代表歴

### 出場大会
- セルビア代表
  - 2010 FIFAワールドカップ

### 試合数
- 国際Aマッチ 27試合 0得点（2009年-2012年）[1]

| セルビア代表 | 国際Aマッチ | 国際Aマッチ |
| 年           | 出場        | 得点        |
| ------------ | ----------- | ----------- |
| 2009         | 5           | 0           |
| 2010         | 9           | 0           |
| 2011         | 9           | 0           |
| 2012         | 4           | 0           |
| 通算         | 27          | 0           |

## タイトル
クラブ
FCディナモ・キエフ
- ウクライナ・プレミアリーグ 2006-07, 2008-09
- ウクライナ・カップ 2005, 2006, 2007
- ウクライナ・スーパーカップ 2006, 2007, 2009
- チャンネル・ワン・カップ 2008

レッドスター・ベオグラード
- セルビア・スーペルリーガ 2013-14

シドニーFC
- Aリーグレギュラーシーズン 2016-17, 2017-18, 2019-20
- Aリーグファイナルシリーズ 2016-17, 2018-19, 2019-20
- FFAカップ 2017

個人
- Aリーグ最優秀選手賞 2016-17, 2020-21
- Aリーグベストイレブン 2016-17, 2017-18, 2018-19, 2019-20, 2020-21